# AN/BQQ-5
AN/BQQ-5 – pierwszy amerykański cyfrowy sonar aktywno-pasywny, stanowiący podstawowy system sonarowy okrętów podwodnych typu Los Angeles (688), w skład którego wchodzi dziobowa antena sferyczna sonaru AN/BQS-13 oraz holowana antena AN/BQR-25 o maksymalnej długości 800 metrów i średnicy 9,5 mm. Do dziś powstały trzy operacyjne warianty tego systemu - BQQ-5A(V)1, BQQ-5C oraz BQQ-5D. Ostatni z nich wszedł również na wyposażenie okrętów podwodnych typu Seawolf (SSN21). Elementy systemu wchodzą także w skład zastosowanego na jednostkach typu Ohio systemu AN/BQQ-6.